# Мариинская улица (Одесса)
Мариинская улица — в Одессе, в историческом центре города, от Пироговской улицы до Итальянского бульвара.

## История
С 1923 по 1941 и с 1944 по 1997 год — улица Крупской.

## Достопримечательности

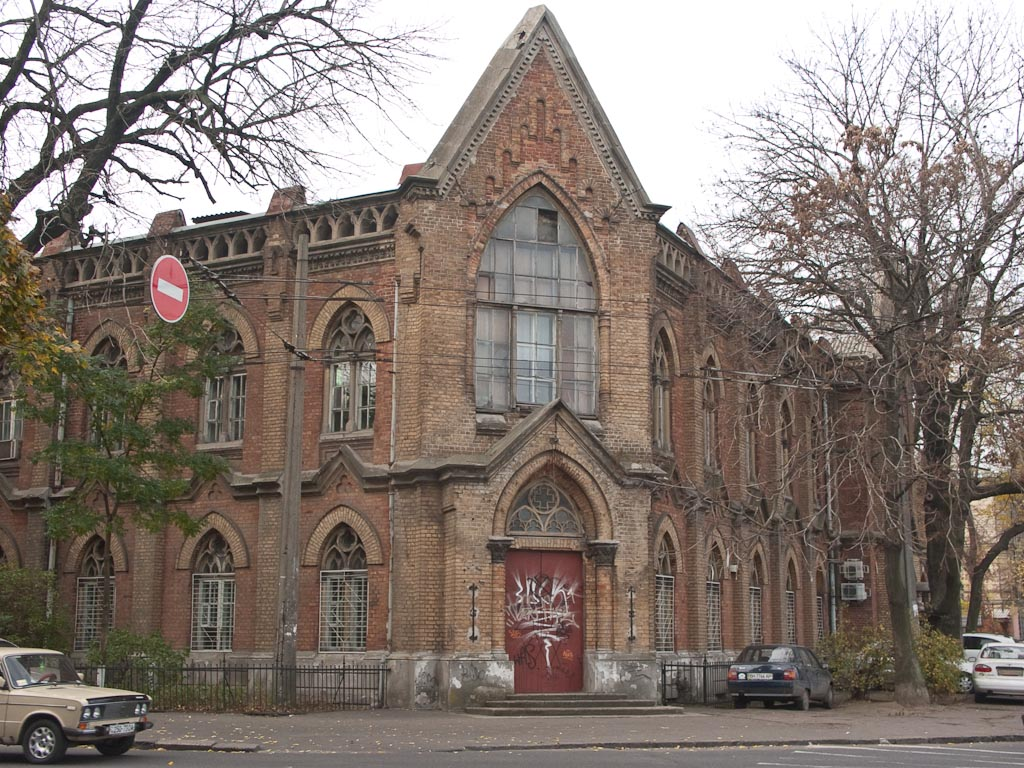
Госпиталь Общества касперовских сестёр милосердия красного креста

В 1891—1893 годах братьями инженерами Михаилом и Николаем Лишиными по проекту архитектора А. И. Бернардацци на углу Мариинской улицы и Итальянского бульвара было построено здание госпиталя Общества касперовских сестёр милосердия красного креста (ныне — Медицинский центр реабилитации матери и ребёнка).
Памятный знак в честь маршала Советского Союза А. Х. Бабаджаняна